# Zwatzhof
Zwatzhof ist eine Ortschaft in der Kärntner Marktgemeinde Metnitz mit 22 Einwohnern (Stand 1. Jänner 2025). Die Ortschaft liegt teils (2001: 4 Gebäude, Hausnummern 1–2) auf dem Gebiet der Katastralgemeinde Metnitz Land, teils (2001: 8 Gebäude, Hausnummern 3–12) auf dem Gebiet der Katastralgemeinde Grades.

## Lage
Die Ortschaft liegt östlich unterhalb der Ortschaft Grades und erstreckt sich entlang der Metznitztal-Landesstraße L62.

## Geschichte
Der Zwatzhof (heute Zwatzhof Nr. 1) ist seit 1730 im Besitz der Familie Nagele. Er zählte seit Jahrhunderten zu den wertvollsten Besitzungen im Metniztal; der Besitzer galt als größter Holzhändler im Tal.
1848 wurde Kajetan Nagele vom Zwatzhof als Abgeordneter in den Reichstag entsandt. Im Zuge der Reformen nach der Revolution 1848/49 wurden die auf dem Gebiet der Katastralgemeinde Grades befindlichen Häuser der heutigen Ortschaft Teil der Gemeinde Grades, die auf dem Gebiet der Katastralgemeinde Metnitz Land befindlichen Häuser wurden Teil der Gemeinde Metnitz. Dass die Firma Nagele 1938 den Mitarbeitern am Zwatzhof aus Anlass der Volksabstimmung über den Anschluss Österreichs an das Deutsche Reich außerordentliche Lohnzahlungen leistete und dabei appellierte, „sich geschlossen hinter unseren großen Führer“ zu stellen, galt damals als nachahmenswertes Beispiel. Erst im 20. Jahrhundert wurde Zwatzhof als eigene Ortschaft ausgewiesen, davor waren die hiesigen Häuser den Nachbarortschaften (wie Klachl) zugerechnet worden. 1973 wurden die Gemeinden Grades und Metnitz zusammengeschlossen, so dass die gesamte Ortschaft heute zur Gemeinde Metnitz gehört.

## Bevölkerungsentwicklung
Für die Ortschaft zählte man folgende Einwohnerzahlen:
- 1961: 17 Häuser, 157 Einwohner (davon der Weiler mit 9 Häusern und 76 Einwohnern und das Jagdhaus mit 2 Gebäuden und 0 Einwohnern auf dem Gebiet der Gemeinde Grades, die Streusiedlung mit 6 Häusern und 81 Einwohnern auf dem Gebiet der Katastralgemeinde Metnitz Land)[6]
- 1991: 53 Einwohner (davon 23 Einwohner auf dem Gebiet der Katastralgemeinde Grades, 30 auf dem Gebiet der Katastralgemeinde Metnitz Land)[7]
- 2001: 12 Gebäude, 31 Einwohner (davon 8 Gebäude und 17 Einwohner auf dem Gebiet der Katastralgemeinde Grades, 4 Gebäude und 14 Einwohner auf dem Gebiet der Katastralgemeinde Metnitz Land)[2]
- 2011: 12 Gebäude, 21 Einwohner[8]
- 2021: 13 Gebäude, 24 Einwohner, 9 Haushalte, 5 Arbeitsstätten[9]

## Ortschaftsbestandteile

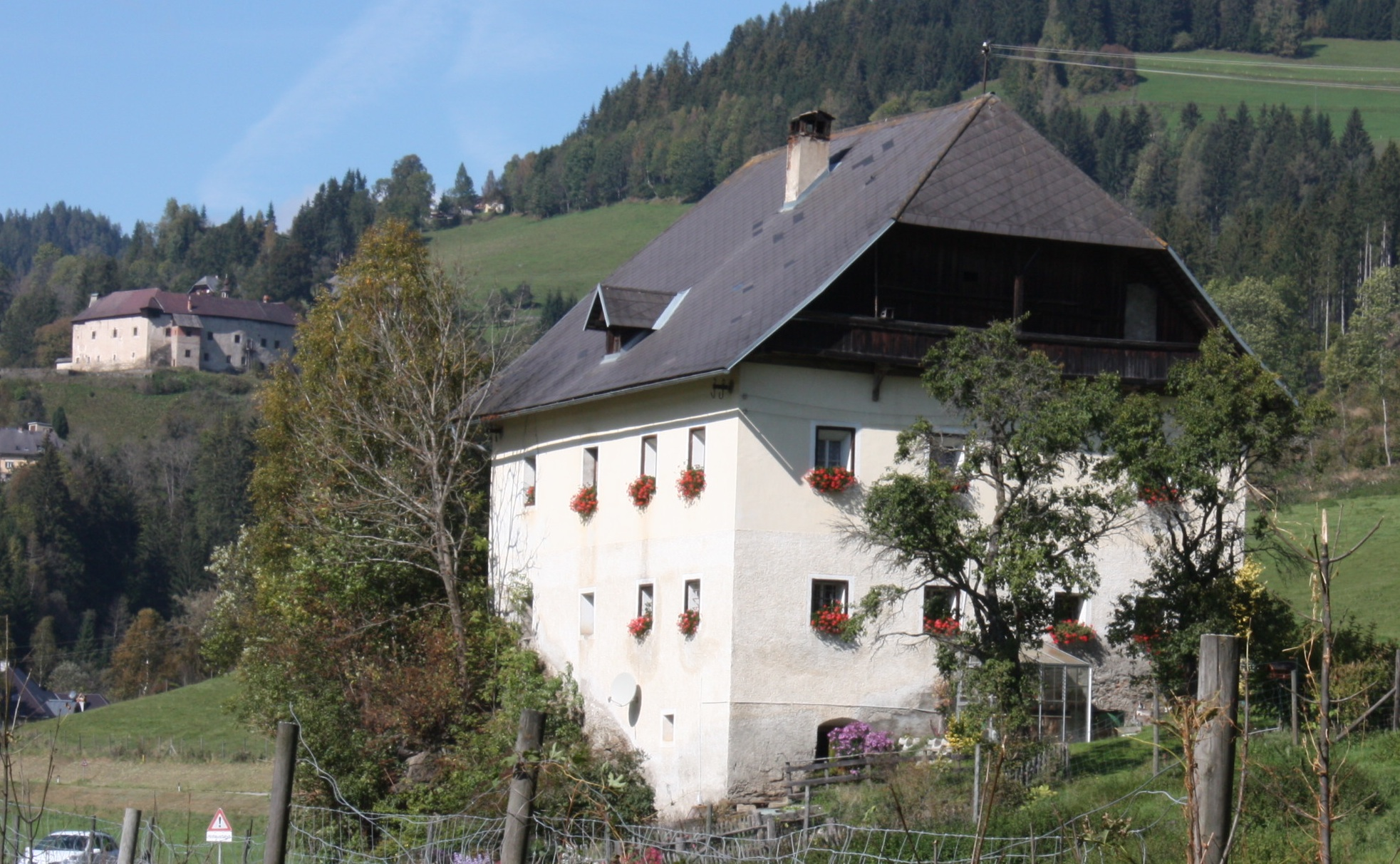
Stegerhof

Im Bereich der Ortschaft befindet sich der Einzelhof Stegerhof, der auf einen mittelalterlichen Edelmannssitz zurückgeht.

## Persönlichkeiten
- Kajetan Nagele (1800–1882), Abgeordneter des Reichstags 1848–1849

## Infrastruktur
Schon 1906 wurde an der Metnitz bei der Stegerhofmühle ein Elektrizitätswerk errichtet, durch das Grades und der Zwatzhof mit Strom versorgt wurden. 1912 erhielt der Zwatzhof einen Telefonanschluss. Beim Zwatzhof gibt es einen Hubschrauberlandeplatz (ICAO-Code LOKZ).